# River Volley 2014-2015
Questa voce raccoglie le informazioni riguardanti il River Volley nelle competizioni ufficiali della stagione 2014-2015.

## Stagione
La stagione 2014-15 è per il River Volley, sponsorizzato dalla Rebecchi e della Nordmeccanica, la settima, la sesta consecutiva, in Serie A1; poco prima dell'inizio della stagione la società aveva mostrato intenzione di ritirarsi dalle competizioni: risolti i problemi, la squadra si è presentata regolarmente ai nastri di partenza. Sulla panchina, come allenatore, viene chiamato Alessandro Chiappini, sostituito poi a stagione in corso da Marco Gaspari, mentre la rosa viene in buona parte stravolta, con le poche conferme di Manuela Leggeri, Lise Van Hecke, Virginia Poggi, Valeria Caracuta e Federica Valeriano: tra i nuovi acquisti quelli di Chiara Di Iulio, Indre Sorokaite, Frauke Dirickx, Annerys Vargas, Arielle Wilson e, a stagione in corso, quelli di Paola Cardullo e Margareta Kozuch, mentre tra le cessioni spiccano quelle di Lucia Bosetti, Robin de Kruijf, Francesca Ferretti, Floortje Meijners e Stefania Sansonna.

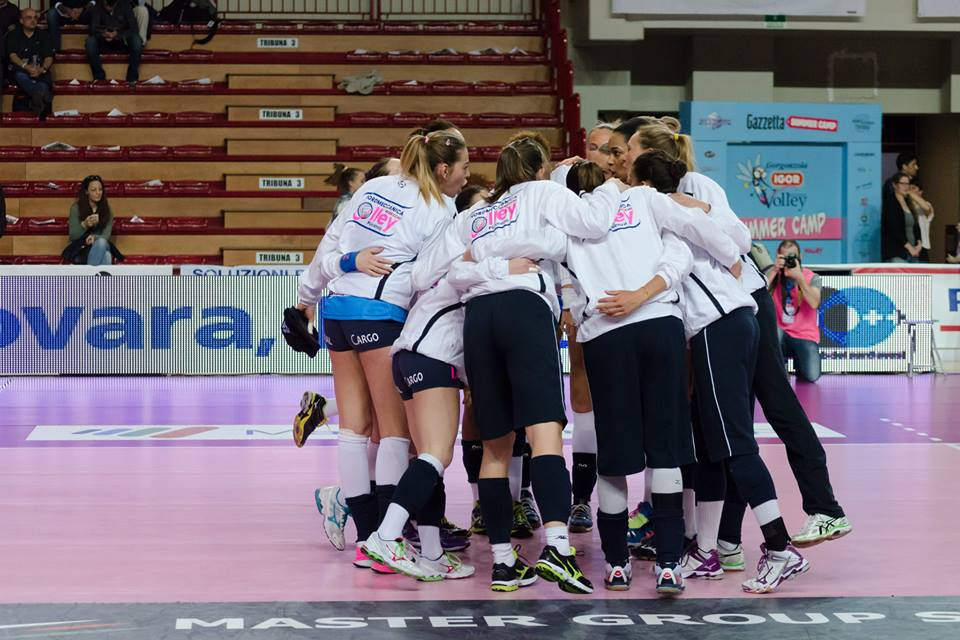
La squadra al termine del riscaldamento

La stagione si apre con la Supercoppa italiana a cui il River Volley partecipa in quanto vincitrice dello scudetto e della Coppa Italia nell'edizione 2013-14: qualificata direttamente alla finale, affronta la vincente della semifinale, ossia la Futura Volley Busto Arsizio. Grazie alla vittoria al tie-break la squadra di Piacenza si aggiudica il trofeo per la seconda volta consecutiva.
Il campionato si apre con tre vittorie consecutive: la prima sconfitta arriva alla quarta giornata in casa della LJ Volley a cui ne segue un'altra, questa volta tra le mura amiche, ad opera dell'AGIL Volley; nel prosieguo la squadra alterna risultati positivi ad altri negativi che la portano a chiudere il girone di andata al settimo posto, qualificandola per la Coppa Italia. Anche il girone di ritorno segue la stessa linea di quello di andata con tre gare vinte a cui seguono due perse: nelle ultime sei giornate di regular season il club emiliano perde una sola partita, contro l'Azzurra Volley San Casciano, chiudendo al quarto posto. Nei quarti di finale dei play-off scudetto la sfida è contro la Futura Volley Busto Arsizio: dopo aver perso la gara di andata, il River Volley vince le due successiva qualificandosi per gli ottavi di finale; in questo turno incontra l'AGIL Volley che fa sua la serie vincendo le tre gare utili per passare il turno, scucendo lo scudetto dal petto delle piacentine.
Il settimo posto al termine del girone di andata della Serie A1 consente al River Volley di partecipare alla Coppa Italia: nei quarti di finale, contro la LJ Volley, dopo aver vinto la gara di andata per 3-1, perde, con lo stesso punteggio, quella di ritorno, venendo poi definitivamente eliminata anche per la sconfitta al Golden set.
La vittoria dello scudetto nella stagione 2013-14 qualifica il club piacentino alla Champions League 2014-15: la squadra si qualifica alla fase ad eliminazione diretta dopo aver superato il girone eliminatorio grazie al secondo posto in classifica, alle spalle del VakıfBank Spor Kulübü, con all'attivo tre vittorie e tre sconfitte. Nei play-off a 12 il River Volley viene però eliminato a seguito del doppio 3-0 inflitto nella gara di andata e in quella di ritorno dalla Ženskij volejbol'nyj klub Dinamo Moskva.

## Organigramma societario
Area direttiva
- Presidente: Vincenzo Cerciello
- Presidente onorario: Antonio Cerciello
- Vicepresidente: Giovanni Rebecchi
- Direttore generale: Giorgio Varacca
- Segreteria generale: Filippo Varacca

Area organizzativa
- Direttore sportivo: Michele Carra
- Direttore finanziario: Alfredo Cerciello
- Segreteria amministrativa: Marco Zambelli

Area tecnica
- Allenatore: Alessandro Chiappini (fino al 12 febbraio 2015), Marco Gaspari (dal 13 febbraio 2015)
- Allenatore in seconda: Stefano Saja
- Scout man: Simone Franceschi

Area comunicazione
- Ufficio stampa: Laura Rovellini
- Responsabile comunicazione: Alessandra Sperzagni

Area marketing
- Ufficio marketing: Carla Moggi

Area sanitaria
- Medico: Pietro Zacconi, Giuseppe Marletta
- Preparatore atletico: Michele Patoia
- Fisioterapista: Gianluca Grilli, Lisa Ambrosini

## Rosa
| N° | Nome               | Ruolo | Data di nascita  | Nazionalità sportiva |
| -- | ------------------ | ----- | ---------------- | -------------------- |
| 1  | Indre Sorokaite    | S     | 2 luglio 1988    | Italia               |
| 2  | Federica Valeriano | S     | 15 ottobre 1985  | Italia               |
| 3  | Frauke Dirickx     | P     | 3 gennaio 1980   | Belgio               |
| 4  | Manuela Leggeri    | C     | 9 maggio 1976    | Italia               |
| 5  | Annerys Vargas     | C     | 7 agosto 1981    | Rep. Dominicana      |
| 6  | Lise Van Hecke     | S/O   | 1º luglio 1992   | Belgio               |
| 10 | Luna Carocci       | L     | 10 luglio 1988   | Italia               |
| 8  | Natalia Brussa     | S/O   | 13 febbraio 1985 | Italia               |
| 9  | Chiara Di Iulio    | S     | 5 maggio 1985    | Italia               |
| 10 | Virginia Poggi     | L     | 29 marzo 1995    | Italia               |
| 11 | Chiara Borgogno    | C     | 8 febbraio 1984  | Italia               |
| 12 | Veronica Angeloni  | S     | 6 luglio 1986    | Italia               |
| 13 | Arielle Wilson     | C     | 3 gennaio 1989   | Stati Uniti          |
| 14 | Valeria Caracuta   | P     | 14 dicembre 1987 | Italia               |
| 16 | Margareta Kozuch   | S/O   | 30 ottobre 1986  | Germania             |
| 17 | Paola Cardullo     | L     | 18 marzo 1982    | Italia               |

## Mercato
| Acquisti | Acquisti          | Acquisti            | Acquisti   |
| R.       | Nome              | da                  | Modalità   |
| -------- | ----------------- | ------------------- | ---------- |
| S        | Veronica Angeloni | IHF                 | definitivo |
| S        | Chiara Borgogno   | Forlì               | definitivo |
| S/O      | Natalia Brussa    | Dąbrowa Górnicza    | definitivo |
| L        | Luna Carocci      | Robur Tiboni Urbino | definitivo |
| L        | Paola Cardullo    | Forlì               | definitivo |
| S        | Chiara Di Iulio   | Azəryol             | definitivo |
| P        | Frauke Dirickx    | Impel               | definitivo |
| S/O      | Margareta Kozuch  | Shanghai            | definitivo |
| S/O      | Indre Sorokaite   | Denso Airybees      | definitivo |
| C        | Annerys Vargas    | Azəryol             | definitivo |
| C        | Arielle Wilson    | Lokomotiv Baku      | definitivo |

| Cessioni | Cessioni            | Cessioni    | Cessioni   |
| R.       | Nome                | a           | Modalità   |
| -------- | ------------------- | ----------- | ---------- |
| S        | Lucia Bosetti       | Fenerbahçe  | definitivo |
| S/O      | Ivana Bramborová    | Olympiakos  | definitivo |
| S/O      | Natalia Brussa      | Pavia       | definitivo |
| L        | Luna Carocci        | Flero       | definitivo |
| C        | Robin de Kruijf     | VakıfBank   | definitivo |
| P        | Francesca Ferretti  | Rabitə Baku | definitivo |
| C        | Elisa Manzano       | Imoco       | definitivo |
| S        | Floortje Meijners   | Galatasaray | definitivo |
| L        | Stefania Sansonna   | AGIL        | definitivo |
| S        | Liesbet Vindevoghel | Flero       | definitivo |

## Risultati

### Serie A1

#### Girone di andata
| 1ª giornata - 1º novembre 2014 PalaBanca, Piacenza              | River           | 3 - 0 | Flero               | 25-13, 25-17, 25-14        |
| 2ª giornata - 9 novembre 2014 Palazzetto dello Sport, Scandicci | Savino Del Bene | 0 - 3 | River               | 21-25, 27-29, 22-25        |
| 3ª giornata - 16 novembre 2014 PalaBanca, Piacenza              | River           | 3 - 1 | Forlì               | 25-21, 20-25, 25-13, 25-18 |
| 4ª giornata - 19 novembre 2014 PalaPanini, Modena               | LJ              | 3 - 1 | River               | 25-14, 23-25, 25-19, 25-17 |
| 5ª giornata - 22 novembre 2014 PalaBanca, Piacenza              | River           | 1 - 3 | AGIL                | 20-25, 17-25, 25-19, 20-25 |
| 6ª giornata - 30 novembre 2014 PalaNorda, Bergamo               | Bergamo         | 0 - 3 | River               | 15-25, 20-25, 14-25        |
| 7ª giornata - 3 dicembre 2014 PalaBanca, Piacenza               | River           | 3 - 1 | Robur Tiboni Urbino | 25-15, 25-16, 21-25, 25-20 |
| 8ª giornata - 6 dicembre 2014 PalaBanca, Piacenza               | River           | 1 - 3 | San Casciano        | 21-25, 25-23, 28-30, 19-25 |
| 9ª giornata - 14 dicembre 2014 PalaYamamay, Busto Arsizio       | Busto Arsizio   | 3 - 1 | River               | 20-25, 25-20, 25-20, 25-22 |
| 10ª giornata - 21 dicembre 2014 PalaBanca, Piacenza             | River           | 3 - 1 | Casalmaggiore       | 27-25, 25-16, 13-25, 25-23 |
| 11ª giornata - 26 dicembre 2014 PalaVerde, Villorba             | Imoco           | 3 - 0 | River               | 25-23, 25-21, 25-21        |

#### Girone di ritorno
| 12ª giornata - 3 gennaio 2015 PalaGeorge, Montichiari     | Flero               | 2 - 3 | River           | 26-24, 26-28, 20-25, 25-12, 10-15 |
| 13ª giornata - 11 gennaio 2015 PalaBanca, Piacenza        | River               | 3 - 0 | Savino Del Bene | 25-18, 25-21, 25-16               |
| 14ª giornata - 18 gennaio 2015 PalaVilla Romiti, Forlì    | Forlì               | 0 - 3 | River           | 11-25, 13-25, 17-25               |
| 15ª giornata - 25 gennaio 2015 PalaBanca, Piacenza        | River               | 0 - 3 | LJ              | 23-25, 18-25, 19-25               |
| 16ª giornata - 7 febbraio 2015 PalaTerdoppio, Novara      | AGIL                | 3 - 1 | River           | 25-23, 18-25, 25-12, 25-18        |
| 17ª giornata - 15 febbraio 2015 PalaBanca, Piacenza       | River               | 3 - 0 | Bergamo         | 25-19, 25-23, 25-15               |
| 18ª giornata - 22 febbraio 2015 PalaMondolce, Urbino      | Robur Tiboni Urbino | 0 - 3 | River           | 24-26, 20-25, 16-25               |
| 19ª giornata - 8 marzo 2015 Nelson Mandela Forum, Firenze | San Casciano        | 3 - 0 | River           | 25-18, 25-23, 29-27               |
| 20ª giornata - 15 marzo 2015 PalaBanca, Piacenza          | River               | 3 - 0 | Busto Arsizio   | 25-19, 25-22, 25-16               |
| 21ª giornata - 21 marzo 2015 PalaRadi, Cremona            | Casalmaggiore       | 1 - 3 | River           | 21-25, 25-23, 15-25, 19-25        |
| 22ª giornata - 29 marzo 2015 PalaBanca, Piacenza          | River               | 3 - 0 | Imoco           | 25-22, 26-24, 25-20               |

#### Play-off scudetto
| Quarti di finale (gara 1) - 9 aprile 2015 PalaBanca, Piacenza         | River         | 0 - 3 | Busto Arsizio | 16-25, 19-25, 28-30        |
| Quarti di finale (gara 2) - 12 aprile 2015 PalaYamamay, Busto Arsizio | Busto Arsizio | 1 - 3 | River         | 25-22, 18-25, 21-25, 16-25 |
| Quarti di finale (gara 3) - 15 aprile 2015 PalaBanca, Piacenza        | River         | 3 - 1 | Busto Arsizio | 28-26, 25-19, 15-25, 25-18 |
| Semifinali (gara 1) - 18 aprile 2015 PalaTerdoppio, Novara            | AGIL          | 3 - 0 | River         | 25-18, 25-15, 26-24        |
| Semifinali (gara 2) - 21 aprile 2015 PalaBanca, Piacenza              | River         | 1 - 3 | AGIL          | 21-25, 25-23, 20-25, 24-26 |
| Semifinali (gara 3) - 25 aprile 2015 PalaTerdoppio, Novara            | AGIL          | 3 - 0 | River         | 25-19, 25-16, 25-14        |

### Coppa Italia

#### Fase a eliminazione diretta
| Quarti di finale (andata) - 1º febbraio 2015 PalaBanca, Piacenza | River | 3 - 1 | LJ    | 28-26, 25-15, 22-25, 25-23                   |
| Quarti di finale (ritorno) - 4 febbraio 2015 PalaPanini, Modena  | LJ    | 3 - 1 | River | 19-25, 27-25, 25-17, 25-14 Golden set: 15-13 |

### Supercoppa italiana

#### Fase a eliminazione diretta
| Finale - 25 ottobre 2014 Palazzetto dello Sport, Monza | River | 3 - 2 | Busto Arsizio | 15-25, 25-16, 25-27, 25-19, 15-11 |

### Champions League

#### Fase a gironi
| 1ª giornata - 12 novembre 2014 Palais des Victoires, Cannes      | RC Cannes | 3 - 2 | River     | 16-25, 25-21, 15-25, 25-23, 15-12 |
| 2ª giornata - 26 novembre 2014 PalaBanca, Piacenza               | River     | 0 - 3 | VakıfBank | 12-25, 14-25, 18-25               |
| 3ª giornata - 9 dicembre 2014 Šumice Sport Center, Belgrado      | Partizan  | 0 - 3 | River     | 15-25, 16-25, 20-25               |
| 4ª giornata - 14 gennaio 2015 PalaBanca, Piacenza                | River     | 3 - 1 | Partizan  | 22-25, 25-16, 25-22, 25-18        |
| 5ª giornata - 21 gennaio 2015 Burhan Felek Spor Salonu, Istanbul | VakıfBank | 3 - 2 | River     | 19-25, 22-25, 25-14, 25-13, 21-19 |
| 6ª giornata - 28 gennaio 2015 PalaBanca, Piacenza                | River     | 3 - 0 | RC Cannes | 25-16, 25-18, 25-18               |

#### Fase a eliminazione diretta
| Play-off a 12 (andata) - 11 febbraio 2015 PalaBanca, Piacenza                | River        | 0 - 3 | Dinamo Mosca | 27-29, 18-25, 23-25 |
| Play-off a 12 (ritorno) - 19 febbraio 2015 Druzhba Multipurpose Arena, Mosca | Dinamo Mosca | 3 - 0 | River        | 25-20, 25-16, 25-15 |

## Statistiche

### Statistiche di squadra
| Competizione        | Punti | In casa | In casa | In casa | In trasferta | In trasferta | In trasferta | Totale | Totale | Totale |
| Competizione        | Punti | G       | V       | P       | G            | V            | P            | G      | V      | P      |
| ------------------- | ----- | ------- | ------- | ------- | ------------ | ------------ | ------------ | ------ | ------ | ------ |
| Serie A1            | 41    | 14      | 9       | 5       | 14           | 7            | 7            | 28     | 16     | 12     |
| Coppa Italia        | -     | 1       | 1       | 0       | 1            | 0            | 1            | 2      | 1      | 1      |
| Supercoppa italiana | -     | -       | -       | -       | -            | -            | -            | 1      | 1      | 0      |
| Champions League    | 11    | 4       | 2       | 2       | 4            | 1            | 3            | 8      | 3      | 5      |
| Totale              | -     | 19      | 12      | 7       | 19           | 8            | 11           | 39     | 21     | 18     |

G = partite giocate; V = partite vinte; P = partite perse

### Statistiche dei giocatori
| Giocatore    | Serie A1 | Serie A1 | Serie A1 | Serie A1 | Serie A1 | Coppa Italia | Coppa Italia | Coppa Italia | Coppa Italia | Coppa Italia | Supercoppa italiana | Supercoppa italiana | Supercoppa italiana | Supercoppa italiana | Supercoppa italiana | Champions League | Champions League | Champions League | Champions League | Champions League | Totale | Totale | Totale | Totale | Totale |
| Giocatore    | P        | PT       | AV       | MV       | BV       | P            | PT           | AV           | MV           | BV           | P                   | PT                  | AV                  | MV                  | BV                  | P                | PT               | AV               | MV               | BV               | P      | PT     | AV     | MV     | BV     |
| ------------ | -------- | -------- | -------- | -------- | -------- | ------------ | ------------ | ------------ | ------------ | ------------ | ------------------- | ------------------- | ------------------- | ------------------- | ------------------- | ---------------- | ---------------- | ---------------- | ---------------- | ---------------- | ------ | ------ | ------ | ------ | ------ |
| V. Angeloni  | 14       | 33       | 26       | 4        | 3        | 2            | 3            | 3            | 0            | 0            | 1                   | 0                   | 0                   | 0                   | 0                   | 5                | 8                | 5                | 3                | 0                | 22     | 44     | 34     | 7      | 3      |
| C. Borgogno  | 7        | 31       | 20       | 11       | 0        | 0            | 0            | 0            | 0            | 0            | 0                   | 0                   | 0                   | 0                   | 0                   | 3                | 9                | 5                | 4                | 0                | 10     | 40     | 25     | 15     | 0      |
| N. Brussa    | 6        | 16       | 15       | 1        | 0        | -            | -            | -            | -            | -            | 1                   | 2                   | 1                   | 1                   | 0                   | 3                | 0                | 0                | 0                | 0                | 10     | 18     | 16     | 2      | 0      |
| V. Caracuta  | 21       | 4        | 4        | 0        | 0        | 1            | 0            | 0            | 0            | 0            | 1                   | 0                   | 0                   | 0                   | 0                   | 4                | 0                | 0                | 0                | 0                | 27     | 4      | 4      | 0      | 0      |
| P. Cardullo  | 16       | -        | -        | -        | -        | 2            | -            | -            | -            | -            | -                   | -                   | -                   | -                   | -                   | 5                | -                | -                | -                | -                | 23     | -      | -      | -      | -      |
| L. Carocci   | 9        | -        | -        | -        | -        | -            | -            | -            | -            | -            | 1                   | -                   | -                   | -                   | -                   | 3                | -                | -                | -                | -                | 13     | -      | -      | -      | -      |
| C. Di Iulio  | 27       | 268      | 231      | 21       | 16       | 2            | 18           | 14           | 2            | 2            | 1                   | 24                  | 23                  | 1                   | 0                   | 7                | 71               | 59               | 10               | 2                | 37     | 381    | 327    | 34     | 20     |
| F. Dirickx   | 28       | 99       | 62       | 16       | 21       | 2            | 10           | 8            | 2            | 0            | 1                   | 4                   | 3                   | 0                   | 1                   | 8                | 29               | 13               | 5                | 11               | 39     | 142    | 86     | 23     | 33     |
| M. Kozuch    | 11       | 72       | 64       | 3        | 5        | -            | -            | -            | -            | -            | -                   | -                   | -                   | -                   | -                   | 2                | 18               | 15               | 1                | 2                | 13     | 90     | 79     | 4      | 7      |
| M. Leggeri   | 21       | 90       | 51       | 37       | 2        | 1            | 1            | 0            | 0            | 1            | 1                   | 8                   | 6                   | 2                   | 0                   | 6                | 13               | 9                | 4                | 0                | 29     | 112    | 66     | 43     | 3      |
| V. Poggi     | 3        | -        | -        | -        | -        | 0            | -            | -            | -            | -            | -                   | -                   | -                   | -                   | -                   | 0                | -                | -                | -                | -                | 3      | -      | -      | -      | -      |
| I. Sorokaite | 28       | 358      | 286      | 39       | 33       | 2            | 28           | 25           | 3            | 0            | 1                   | 12                  | 10                  | 2                   | 0                   | 8                | 100              | 80               | 12               | 8                | 39     | 498    | 401    | 56     | 41     |
| F. Valeriano | 28       | 10       | 9        | 0        | 1        | 2            | 0            | 0            | 0            | 0            | 1                   | 2                   | 2                   | 0                   | 0                   | 8                | 2                | 2                | 0                | 0                | 39     | 14     | 13     | 0      | 1      |
| L. Van Hecke | 27       | 374      | 316      | 33       | 25       | 2            | 30           | 24           | 5            | 1            | 1                   | 17                  | 15                  | 2                   | 0                   | 8                | 104              | 94               | 6                | 4                | 38     | 525    | 449    | 46     | 30     |
| A. Vargas    | 14       | 125      | 89       | 31       | 5        | 2            | 19           | 12           | 5            | 2            | 1                   | 15                  | 9                   | 5                   | 1                   | 4                | 44               | 29               | 14               | 1                | 21     | 203    | 139    | 55     | 9      |
| A. Wilson    | 23       | 157      | 114      | 41       | 2        | 2            | 19           | 14           | 5            | 0            | -                   | -                   | -                   | -                   | -                   | 6                | 47               | 33               | 13               | 1                | 31     | 223    | 161    | 59     | 3      |

P = presenze; PT = punti totali; AV = attacchi vincenti; MV = muri vincenti; BV = battute vincenti